# Onthophagus nurubuan
Onthophagus nurubuan är en skalbaggsart som beskrevs av Matthews 1972. Onthophagus nurubuan ingår i släktet Onthophagus och familjen bladhorningar. Inga underarter finns listade i Catalogue of Life.